# برونیکا
برونیکا (انگلیسی: Bronica) شرکت تجهیزات عکاسی ژاپنی است، که در سال ۱۹۵۶ تأسیس شد.